# Fallibilizmus
Eredetileg a fallibilizmus filozófiai alapelv, amely szerint állításokat akkor is elfogadhatunk, ha azokat nem lehet bizonyítani vagy igazolni, illetve hogy sem a tudás, sem a hit nem biztos. A latin fallibilis szóból ered, melynek jelentése „hibára hajlamos”, a fallibilizmus kifejezést Charles Sanders Peirce amerikai filozófus alkotta meg a 19. század végén. Az osztrák-brit filozófus, Karl Popper nyomán számos filozófus a fallibilizmust úgy értelmezi, mint azt a felfogást, hogy a tudásról kiderülhet, hogy hamis.
A fallibilizmus az az ismeretelméleti tézis, amely szerint egyetlen hiedelem sem (elmélet, nézet, tézis stb.) soha nem támasztható alá racionálisan vagy igazolható meggyőző módon. Mindig marad egy lehetséges kétség a hit igazságát illetően.

## Fordítás
Ez a szócikk részben vagy egészben  a   Fallibilism című angol Wikipédia-szócikk fordításán alapul.  Az eredeti cikk szerkesztőit annak laptörténete sorolja fel. Ez a jelzés csupán a megfogalmazás eredetét és a szerzői jogokat jelzi, nem szolgál a cikkben szereplő információk forrásmegjelöléseként.